# Planet Rock: The Album
Planet Rock: The Album – album duetu Afrika Bambaataa & Soulsonic Force. Został wydany w 1986 nakładem wytwórni Tommy Boy. Zespół Rage Against the Machine stworzył cover utworu "Renegades of Funk", który znalazł się na albumie Renegades.

## Lista utworów
Opracowano na podstawie źródła.
1. "Planet Rock (Original Twelve-Inch Version)"
2. "Looking for the Perfect Beat (Original Twelve-Inch Version)"
3. "Renegades of Funk (Original Twelve-Inch Version)"
4. "Frantic Situation (Frantic Mix)"
5. "Who You Funkin' With?" (gościnnie Melle Mel)
6. "Go-Go Pop" (gościnnie Trouble Funk)
7. "They Made a Mistake" (gościnnie M.C. G.L.O.B.E., Pow Wow)